# ویلهلم بلوس
ویلهلم بلوس (۵ اکتبر ۱۸۴۹–۶ ژوئیه ۱۹۲۷) روزنامه‌نگار، مورخ، داستان‌نویس، نمایشنامه‌نویس و سیاستمدار آلمانی (SPD) بود. او بین سالهای ۱۸۷۷ تا ۱۹۱۸ به عنوان نماینده پارلمان شاهنشاهی آلمان هر چند با یک وقفه سه ساله، خدمت کرد. پس از سال ۱۹۱۸ وی تا سال ۱۹۲۰ به عنوان اولین رئیس دولت تازه راه اندازی شده مردم آزاد وورتمبرگ خدمت کرد.